# Erenköy
Erenköy (Grieks: Κόκκινα, Kokkina) is een plaats op Cyprus, onderdeel van district Güzelyurt van de Turkse Republiek van Noord-Cyprus. Het is een voormalig Turks-Cypriotisch dorp en een exclave van Noord-Cyprus. Het gebied is aan drie kanten door bergachtig gebied ingesloten op het Griekse deel van het eiland, met de Middellandse Zee (Baai van Morfou) op de noordelijke flank.
Erenköy ligt enkele kilometers ten westen van het vasteland van Noord-Cyprus en is een plek met symbolische betekenis voor de Turks-Cyprioten, als gevolg van de gebeurtenissen van augustus 1964 (zie Slag bij Tillyria). In 1976 werden alle bewoners van Erenköy overgebracht naar Yeni Erenköy (Grieks: Gialousa) en sindsdien functioneert de exclave als een Turkse legerkamp.

## Geschiedenis
De regio Tillyria/Dillirga, waarin Erenköy ligt, was de plaats waar de meeste intense confrontaties tussen de Grieks-Cyprioten en Turks-Cyprioten plaatsvonden tijdens de onderlinge gemeenschapsstrijd van 1963-1964. Op 4 april 1964 waren er hevige gevechten om een strategische locatie met uitzicht op de enige snelweg in de regio. Daarnaast waren er sporadische incidenten tussen de dorpen in de regio.
Door de regering van de Republiek Cyprus werd Erenköy gezien als een plek waar Turkse paramilitairen en wapens Cyprus binnen konden komen. Hierdoor vielen de Grieks-Cypriotische Nationale Garde en het Griekse leger onder leiding van generaal George Grivas op 6 augustus 1964 het gebied rond Erenköy binnen en omsingelden het dorp. De verdedigers van de dorp en de burgerbevolking werden gedwongen terug te trekken tot de kuststrook. De zware artilleriebombardementen zorgden uiteindelijk voor een groot aantal slachtoffers en zware schade aan het dorp.

## Trivia
Sinds december 1963 vluchtten vele duizenden Turks-Cyprioten naar Turks-Cypriotische enclaves, als gevolg van de intercommunale gevechten (zie Cyprus geschil). Erenköy was een van de laatste havengebieden onder Turks-Cypriotische controle en was van belang voor levering van de benodigdheden voor de Turks-Cypriotische bevolking vanuit Turkije. Desalniettemin was Erenköy in de ogen van de Grieks-Cypriotische autoriteiten een bedreiging voor de veiligheid van het land. De blokkering van deze verbinding was dan ook de enige oplossing voor de regering.

## Afbeeldingen van Erenköy

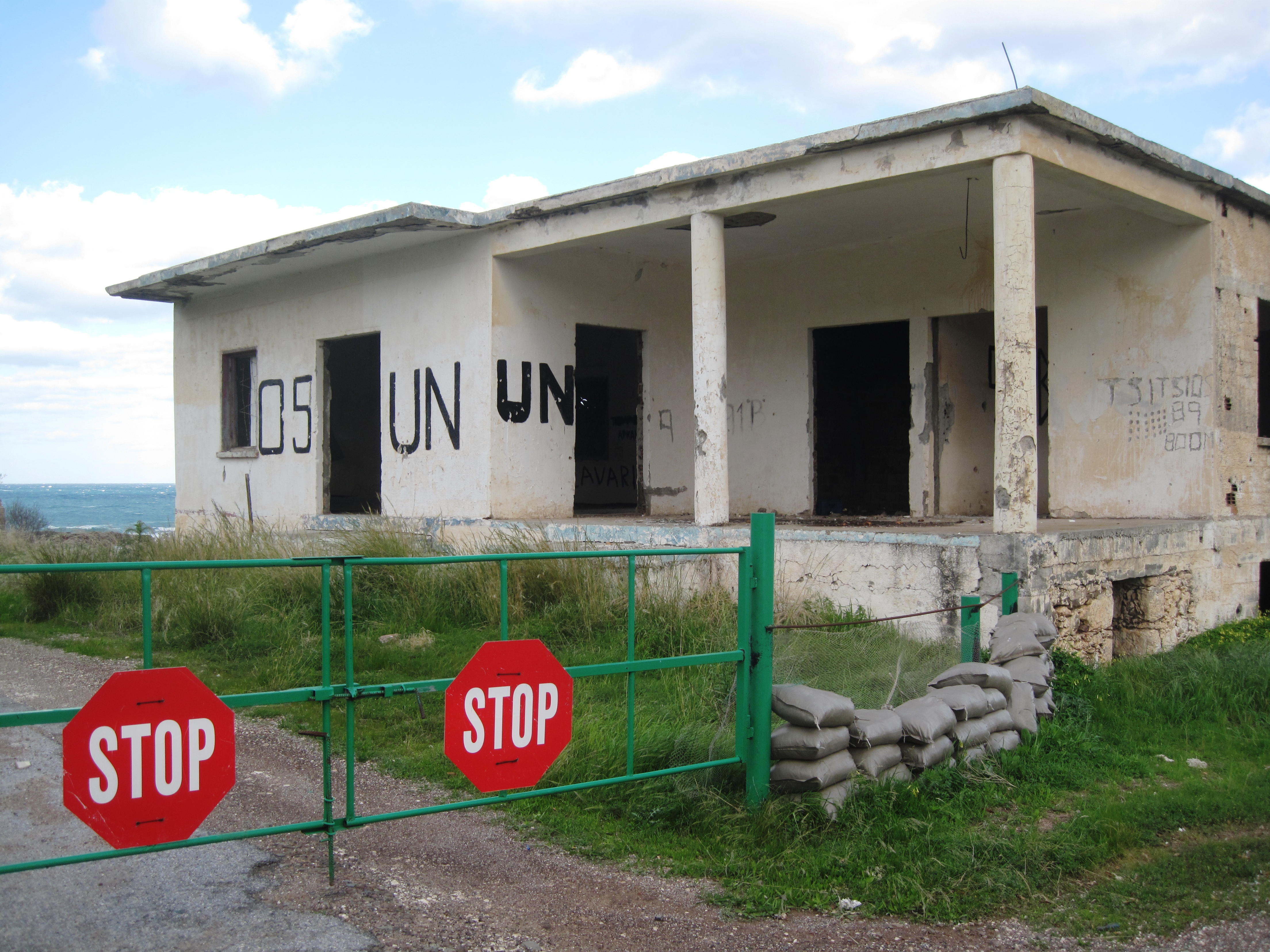
Toegang tot Erenköy vanuit het noorden
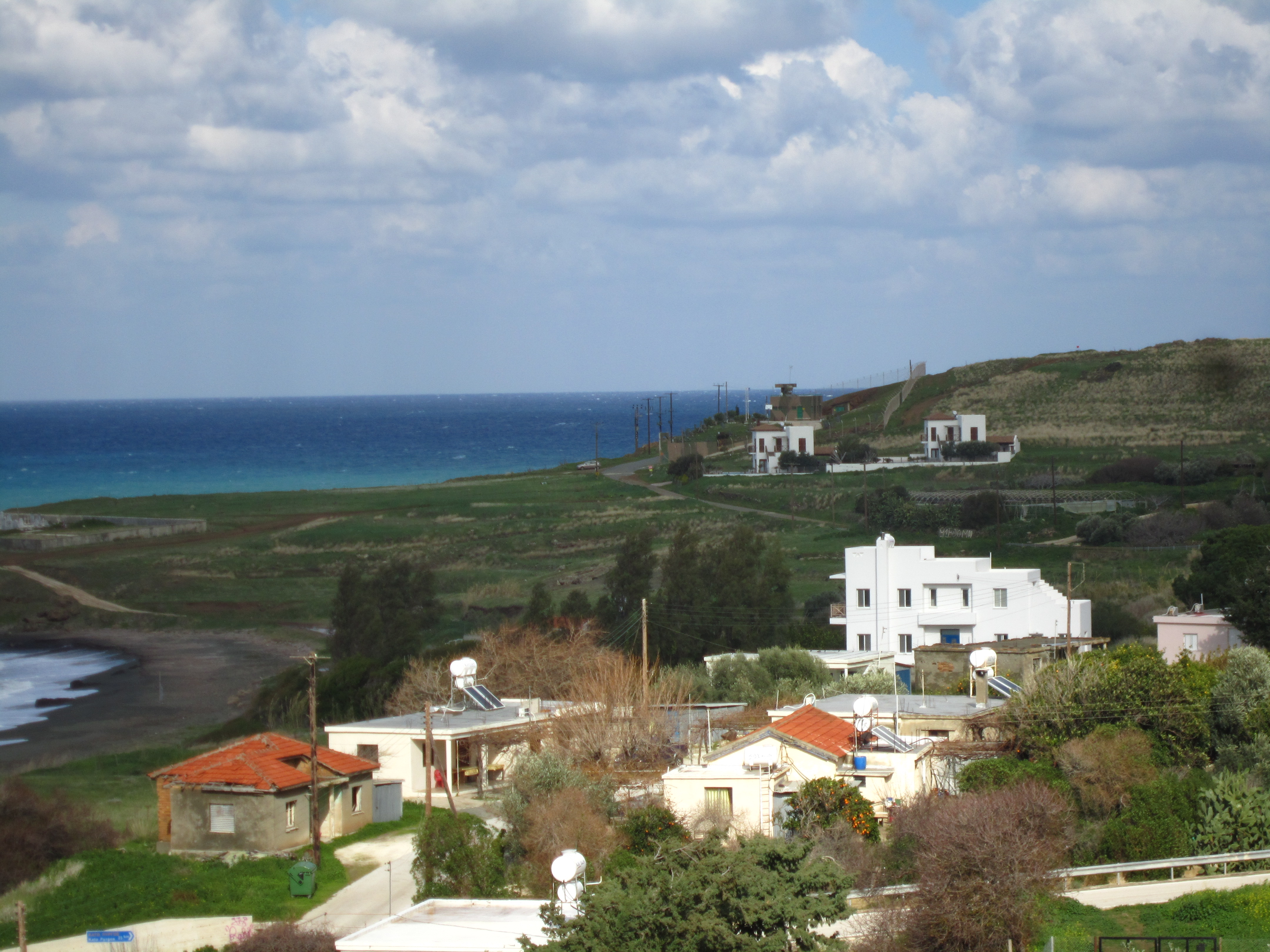
Toegang tot Erenköy vanuit het zuiden
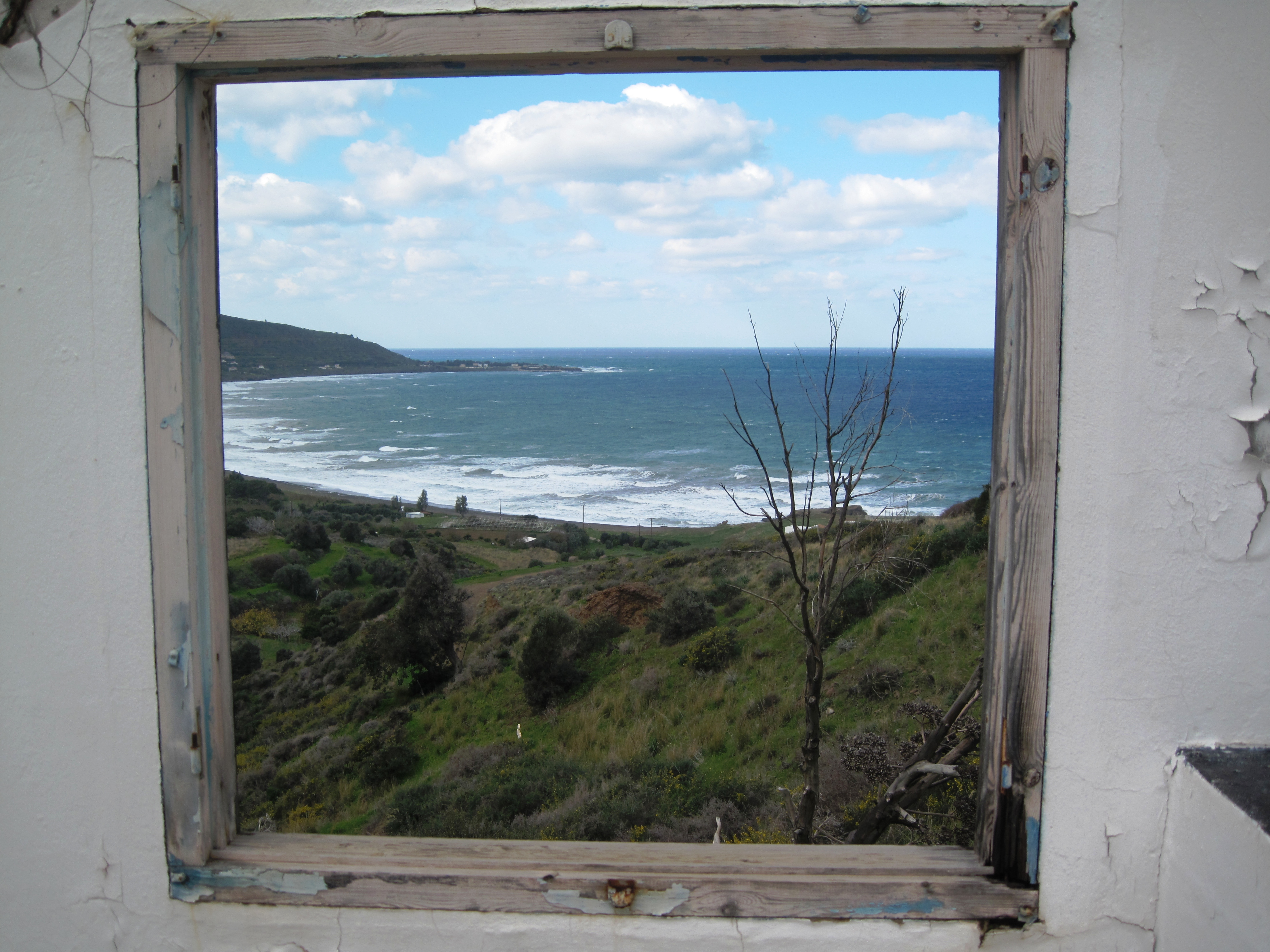
Zicht op Erenköy